# Centroclisis lineatipennis
Centroclisis lineatipennis är en insektsart som först beskrevs av Louis Albert Péringuey 1910.  Centroclisis lineatipennis ingår i släktet Centroclisis och familjen myrlejonsländor. Inga underarter finns listade i Catalogue of Life.